# تو گریه نکن استانبول
تو گریه نکن استانبول (به زبان ترکی استانبولی: sen ağlama İstanbul) با نام اولیه شهرزاد ( به زبان ترکی استانبولی:Şehrazat) سریالی در ژانر عاشقانه، درام و تاریخی ساخت کشور ترکیه به کارگردانی چاغری ویلا لوستووالی که از بیست و چهار دسامبر سال ۲۰۲۴ تا پانزده فوریه سال ۲۰۲۵ از شبکۀ استار تی‌وی  پخش شد و اقتباسی از سریال شهرزاد ایرانی است. این سریال بسیار زود هنگام و با پخش هشت قسمت به پایان رسید و شبکه استار تی وی و او جی‌ام پیکچرز که سازنده این سریال بودند اعلام کردند که قصد ادامه این سریال را ندارند.
دلیل پایان ساخت این سریال، رتبه‌بندی‌های پایین اعلام شده است، نتایج رتبه‌بندی که در شامگاه سه‌شنبه ۴ فوریه (سه‌شنبه ۱۶ بهمن‌ماه) منتشر شد، نشان می‌دهد که وضعیت چندان خوبی ندارد.
این سریال شروع چندان قدرتمندی نداشت و با امتیاز پایین ۲.۹۱ از ۵ کار خودش را شروع کرد. اما کم کم توانست به میانگین امتیاز ۳.۷۱ از ۵ برسد. اما علارغم بازیگران مشهور این سریال نتوانست علاقه‌مندان زیادی را جذب خود کند 

## بازیگران[۲]
| بازیگر                | نقش      | قسمت | توضیحات |
| --------------------- | -------- | ---- | --- |
| سیمای بارلاس          | شهرزاد   | ۱-   | شخصیت اصلی، دانشجوی پزشکی، دختر جمشید و پروین، خواهر حمیرا و سیمین، دوست ساجده،نامزد سابق فرهاد، همسر قباد |
| آیتاچ شاشماز          | فرهاد    | ۱-   | روزنامه نگار، پسر هاشم و مه پاره، نامزد سابق شهرزاد                                                        |
| اسماعیل حاجی‌اوغلو     | قباد     | ۱-   | برادرزادۀ بزرگ‌آقا، همسر شیرین و شهرزاد                                                                     |
| تامر لونت             | بویوک بی | ۱-   | بزرگ‌آقا، پدر شیرین، عمو و پدر خانم قباد                                                                    |
| بورجو جاورار          | شیرین    | ۱-   | دختر بزرگ‌آقا و همسر قباد                                                                                   |
| محمد چویک             | هاشم     | ۱-   | پدر فرهاد، همسر مه پاره                                                                                    |
| شهسوار آکتاش          | جمشید    | ۱-   | پدر شهرزاد و حمیرا و سیمین ، همسر پروین                                                                    |
| عایشه گول اونسال      | پروین    | ۱-   | مادر شهرزاد و حمیرا و سیمین، همسر جمشید                                                                    |
| اؤزلم توک آسلان       | مه پاره  | ۱-   | مادر فرهاد، همسر هاشم                                                                                      |
| پینار چاغلار گنچ تورک | حمیرا    | ۱-   | دختر جمشید و پروین، خواهر شهرزاد و سیمین                                                                   |
| گؤکهان بکلنتلر        | صالح     | ۱-   | دستیار بزرگ‌آقا                                                                                             |
| یاغمور اؤزباسماجی     | ساجده    | ۲-   | خیاط و دوست شهرزاد                                                                                         |
| نازلیجان دمیر         | فخریه    | ۲-   | همکار ساجده در خیاطی                                                                                       |
| خلیل کارا آتا         | جودت     | ۲-   | |

## خلاصه داستان
موضوع فیلم ماجرای شهرزاد دانشجوی پزشکی و فرهاد روزنامه نگار است.آن دو عاشق یکدیگرند و می خواهند باهم ازدواج کنند اما دفتر کار فرهاد به علت انتشار مطالب سیاسی مورد هجوم عدّه‌ای از اوباش قرار می‌گیرد و در حین درگیری یکی از اوباش از ساختمان سقوط می‌کند و می‌میرد. فرهاد نیز به جرم قتل او دستگیر شده، مورد شکنجه قرار می‌گیرد و به اعدام محکوم می‌شود. شهرزاد نیز برای نجات او مجبور می شود تصمیمی بگیرد و...

## اقتباس از سریال ایرانی
در سال ۱۳۹۴ سریالی به نام شهرزاد در ایران تولید شده و از نمایش خانگی پخش شده بود. سریال شهرزاد ایرانی حتی در ترکیه نیز مورد استقبال قرار گرفته بود. همین مسئله باعث شد تا نسخۀ ترکیه‌‌ای سریال شهرزاد به نام "توگریه نکن استانبول" ساخته شود. که در نسخۀ ترکیه‌‌ای سیر وقایع داستان و نام شخصیت‌ها براساس نسخۀ ایرانی آن است. و در حد بسیار اندکی تغییر یافته‌‌است تا با اتفافات کشور ترکیه منطبق شود.